# محمد العربي صمادح
محمد العربي صمادح (تونس) (1928 - 1998)؛ ولد عام 1928 في مدينة نفطة بتونس. درس بالجامعة الزيتونية بتونس، ونال منها شهادة التحصيل في العلوم، ثم درس في دار المعلمين وتخرج فيها 1950، ثم تابع دراسة القانون بكلية الحقوق بتونس وحصل على إجازتها. عمل في التدريس 1950، ثم في سلك القضاء بمختلف درجاته حتى أحيل إلى المعاش وهو مستشار بمحكمة التعقيب (النقض والإبرام) 1989، واشتغل بعد تقاعده بالمحاماة.
دواوينه الشعرية:
- أفق 1953[1]
- أشواق وشجون 1992[2]